# Иля Мечников
Иля Илич Мечников (на руски: Илья́ Ильи́ч Ме́чников) е руски биолог, физиолог и патолог. Един от основоположниците на ембриологията, създател на сравнителната патология и фагоцитната теория за имунитета.
Лауреат е на Нобелова награда за физиология или медицина (съвместно с германския фармаколог и биолог Паул Ерлих) през 1908 г.

## Биография

### Семейство
Роден е в семейството на гвардейския офицер Иля Иванович Мечников и Емилия Лвовна Невахович-Мечникова, на 3 май (15 май) 1845 г., в село Ивановка, Двуречански район на Харковска област, Украйна. По бащина линия произхожда от старинен молдовски болярски род, произлизащ от Юрий Стефанович Милеску-Спафарий , внук на енциклопедиста и полиглот Николай Гаврилович Спафарий, дошъл в Русия от Молдова с княз , Дмитрий Кантемир, през 1711 г., след неуспешния военен поход на Петър I и Кантемир против турците в Дунавските княжества. Фамилия „Мечников“ произлиза от превода от румънски на фамилията „Спетару“, или „spadă are“ – „имащ меч“, така синът на Юрий Стефанович, пристигайки в Русия, променя фамилията Спетару (Спафарий) на Мечников. Майка му, Емилия Невахович, е с еврейски произход.
По-голям брат на Иля е Лев Илич Мечников – швейцарски географ, социолог и анархист, участник в националноосвободителното движение в Италия (рисорджименто).

### Научна дейност
Иля Мечников е член на Петербургската академия на науките (1902). Завършва Харковския университет през 1864 г., специализира в Германия при професорите Р. Лейкарт и К. Зиболд, изучава ембриологията на безгръбначните животни в Италия. Защитава магистратура (1867) и докторска диссертация (1868) в Петербургския университет. Професор в Одеския Новоросийски университет (1870 – 1882), който днес носи неговото име.
Излиза в оставка в знак на протест против реакционната политика в областта на просвещението, осъществявано от царското правителство. Организира частна лаборатория в Одеса, а по-късно (1886 г., съвместно с Николай Федорович Гамалей) – първата руска бактериологична станция за борба с инфекциозните заболявания.
През 1887 г. напуска Русия и заминава за Париж, където му е предоставена лаборатория в създадения от Луи Пастьор Институт „Пастьор“. През 1905 г. е заместник-директор на института. Живеейки до края на живота си в Париж, Мечников не прекъсва връзките си с родината, периодично си пише с известните руски учени Климент Тимирязев, Иван Сеченов, Иван Павлов, Николай Умов, Дмитрий Менделеев и др.
Научните трудове на Мечников се отнасят към редица области в биологията и медицината. В периода 1866 – 1886 г. Мечников работи в сферата на сравнителната и еволюционна ембриология, като по-късно е (заедно с Александр Ковалевски) сред основоположниците на това направление. Представя оригинална теория за произхода на многоклетъчните животни.